# レオポルド・ワートン
レオポルド・ワートン（Leopold Wharton、1870年9月1日 - 1927年9月27日）は、アメリカ合衆国の映画監督。

## 作品
- 拳骨（1914年）
- 拳骨（1915年）
- 拳骨（続編）